# Thọ Dương Công chúa

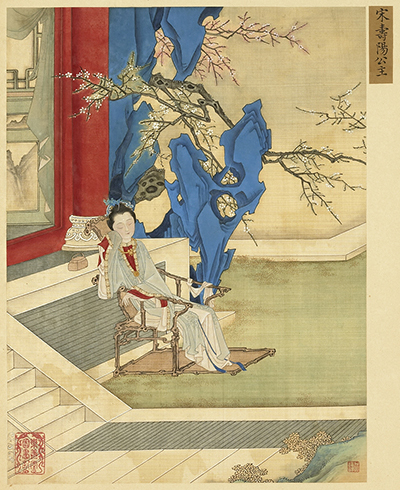
Minh họa Thọ Dương công chúa.

Thọ Dương công chúa (chữ Hán: 壽陽公主), tương truyền là một công chúa Lưu Tống, con gái Lưu Tống Vũ Đế Lưu Dụ. nàng được biết đến qua điển tích nổi tiếng về sự hình thành của Mai hoa trang, một dạng trang điểm một thời rất phổ biến, vẽ một bông hoa trên trán của phụ nữ Trung Hoa.

## Mai hoa trang
Sách Sự vật kỉ nguyên (事物纪原) của học giả đời Tống là Cao Thừa (高承), dẫn lại từ sách Tạp ngũ hành thư (杂五行书) viết:
| “                                            | 宋武帝女壽暘公主人日臥于含章殿簷下，梅花落公主額上，成五齣花，拂之不去。皇后留之，看得幾時。經三日，洗之迺落。宮女奇其異，竟效之，今梅花妝是也。 . Con gái Tống Vũ Đế là Thọ Dương công chúa, một ngày ngồi ở dưới mái Hàm Chương điện. Bỗng hoa mai rơi trên trán công chúa, in thành hình hoa năm cánh, phủi đi không phai. Hoàng hậu thấy thế, kêu công chúa giữ lại, sau ba ngày mới dùng nước tẩy bớt. Cung nữ trông thấy làm lạ, đều bắt chước làm theo, tạo nên [Mai Hoa trang; 梅花妝]. | ” |
| — Sự vật kỉ nguyên - dẫn từ Tạp ngũ hành thư | |   |

Điển tích này nói đến "Thọ Dương công chúa" thường cho là Hội Kê Trưởng công chúa Lưu Hưng Đệ, do trong lịch sử không thấy một ["Thọ Dương công chúa"] nào thời lưu Tống và là con gái Tống Vũ Đế cả. Mai hoa trang là một dạng của Hoa điền, tức phong cách trang điểm cổ của phụ nữ Đông Á. Người ta sẽ dùng các chất liệu như màu vẽ, ngọc châu hay giấy để gắn hoặc vẽ lên mặt những biểu tượng, ngôi sao, hình lập phương hoặc hình hoa, mang tính lễ nghi cung đình.
Lối trang điểm xuất phát từ Trung Quốc, sau lan truyền qua Nhật Bản, Triều Tiên và cả Việt Nam.